# Ardeidae
Los ardeidos (Ardeidae) son una familia de aves Pelecaniformes que incluye más de sesenta especies, conocidas genéricamente como garzas en todo el mundo hispano. Las ardeidas antes se clasificaban dentro del orden de los ciconiiformes.
Son aves zancudas, y algunas especies llegan a medir hasta 85 cm de alto. Generalmente su plumaje es blanco, su pico amarillo y sus largas patas grises, aunque el plumaje varía según la estación del año. Se alimentan de peces, crustáceos y pequeños anfibios, y tienen como hábitat las zonas pantanosas o cercanas a los lagos de todo el mundo.
Generalmente son solitarias, pero es normal verlas reunidas en comunidad en la época de cría. Anidan en árboles altos, en donde hacen nidos toscos, prácticamente planos, y llegan a poner hasta seis huevos.
Se distribuyen mundialmente y están entre las aves continentales más abundantes del mundo, solo superadas por las paseriformes. Las garzas son importantes en el control de especies invasoras como la trucha arcoíris (Oncorhynchus mykiss).[cita requerida]

## Descripción

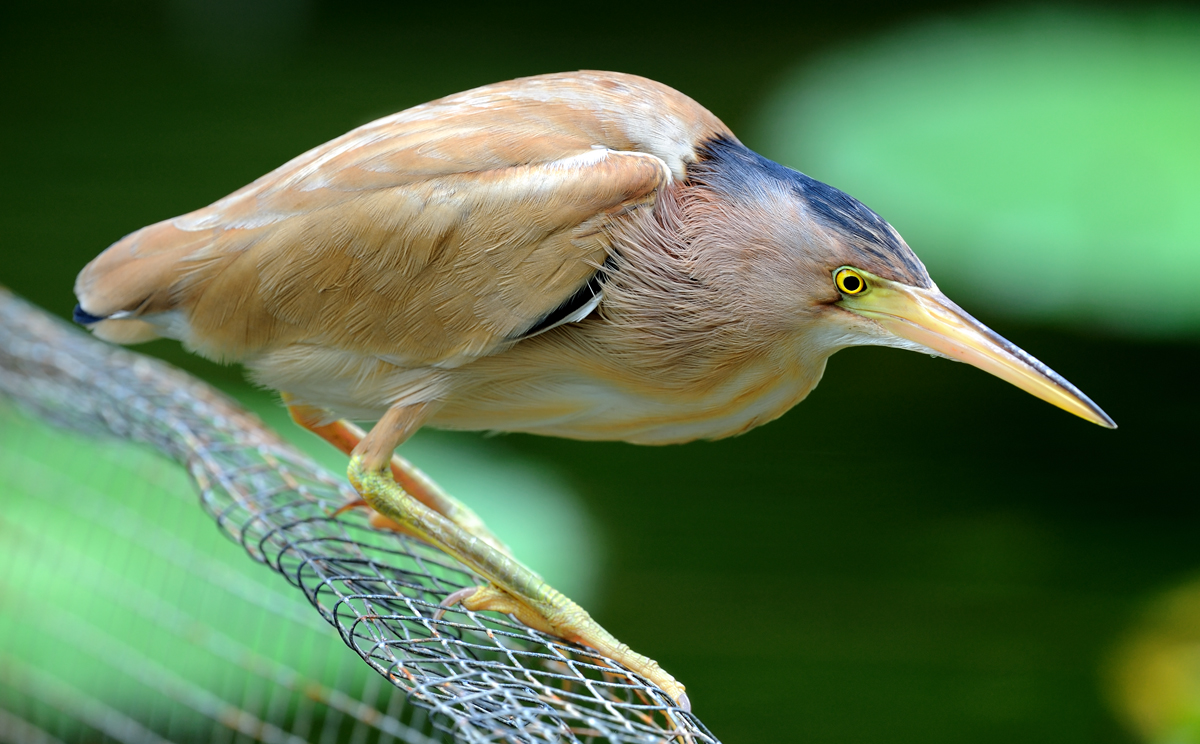
El cuello de este avetorillo chino está totalmente retraído.

Las garzas son aves de tamaño mediano a grande con patas y cuellos largos. Exhiben muy poco dimorfismo sexual de tamaño. La especie más pequeña suele considerarse el avetoro enano, que mide 25-30 cm (10-12 plg) de longitud, aunque todas las especies del género Ixobrychus  son pequeños y muchos se superponen ampliamente en tamaño. La especie más grande de garza es la garza goliat, que mide hasta 152 cm (59,8 plg) de altura. Los cuellos pueden torcerse en forma de S, debido a la forma modificada de las vértebras cervicales, de las cuales tienen veinte o veintiuna. El cuello puede retraerse y extenderse y se retrae durante el vuelo, a diferencia de la mayoría de las otras aves de cuello largo. El cuello es más largo en las garzas diurnas que en las garzas nocturnas y avetoros. Las patas son largas y fuertes y en casi todas las especies no tienen plumas en la parte inferior de la tibia (la excepción es la garza en zigzag). En vuelo, las piernas y los pies se mantienen hacia atrás. Las patas de las garzas tienen dedos largos y delgados, tres de los cuales apuntan hacia adelante y uno hacia atrás.

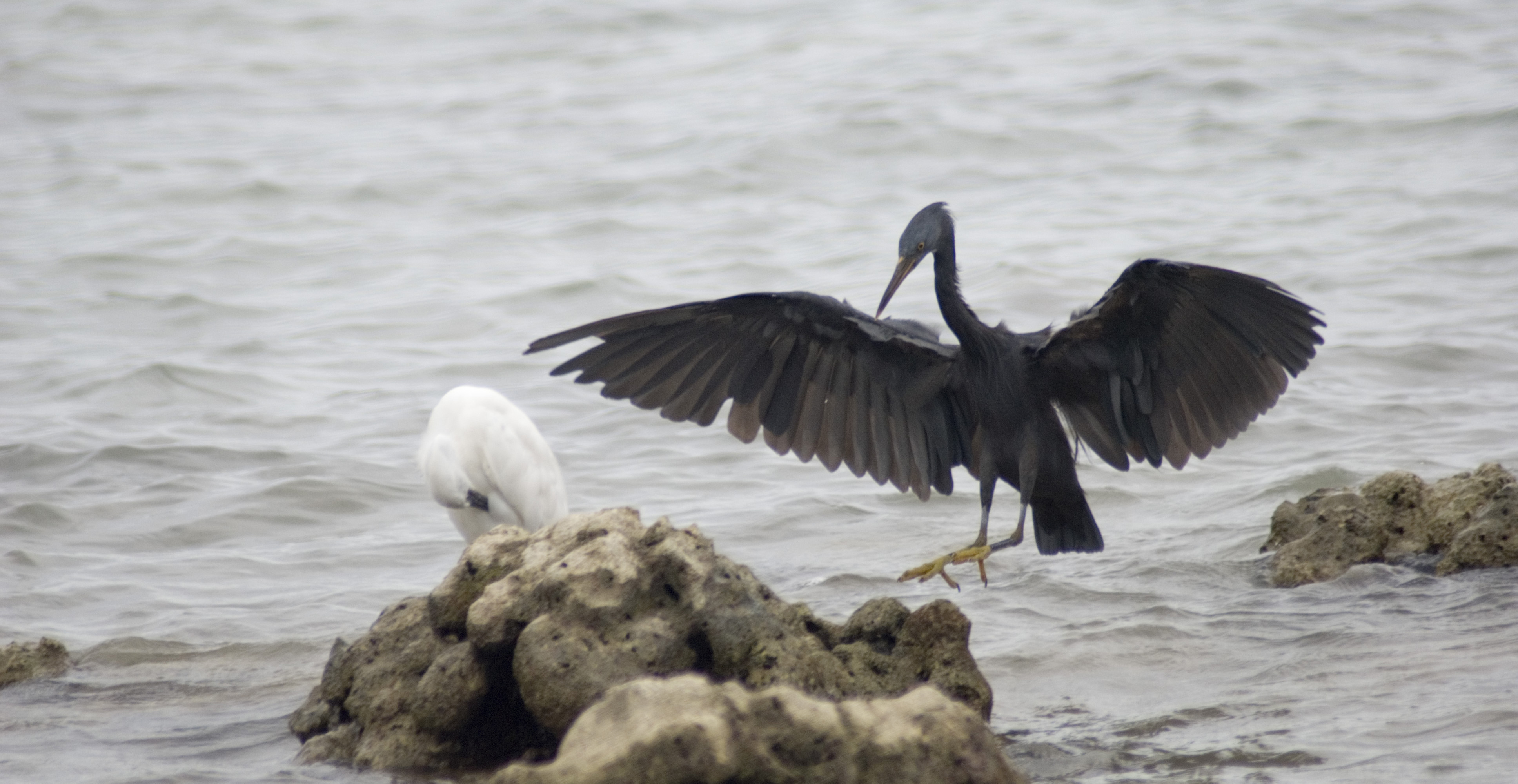
La garza de arrecife del Pacífico tiene dos morfos de color, el claro y el oscuro.

El pico es generalmente largo y parecido a un arpón. Puede variar desde extremadamente fino, como en la garza agami, hasta grueso como en la garza real. El pico más atípico es el de la garza pico de bota, que tiene un pico ancho y grueso. El pico y otras partes desnudas del cuerpo suelen ser de color amarillo, negro o marrón, aunque esto puede variar durante la temporada de reproducción. Las alas son anchas y largas, exhibiendo diez u once plumas primarias (la garza pico de bote tiene solo nueve), de quince a veinte secundarias y doce rectrices (diez en los avetoro). Las plumas de las garzas son suaves y el plumaje suele ser azul, negro, marrón, gris o blanco y, a menudo, puede ser sorprendentemente complejo. Entre las garzas diurnas se observa poco dimorfismo sexual en el plumaje (excepto en las garzas de estanque); las diferencias entre los sexos son la regla para las garzas nocturnas y los avetoros más pequeños. Muchas especies también tienen diferentes morfos de color. En la garceta de arrecife, existen morfos de color claro y oscuro, y el porcentaje de cada morfo varía geográficamente. Los morfos blancos solo ocurren en áreas con playas de coral.

## Distribución y hábitat

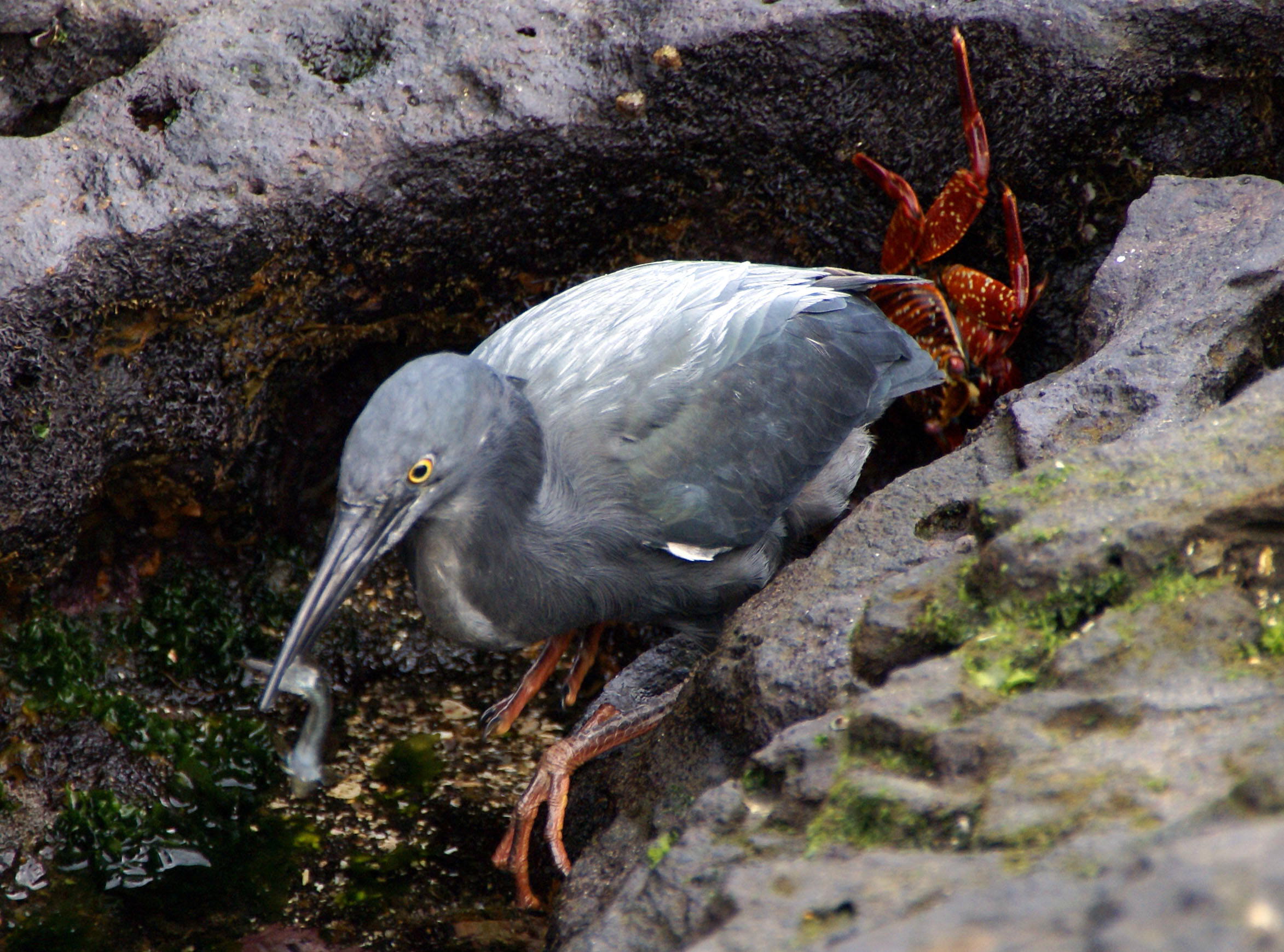
Las garzas de lava son endémicas de las Islas Galápagos, donde se alimentan de peces y cangrejos en las áreas intermareales y de manglares.

Las garzas son una familia muy extendida con una distribución cosmopolita. Existen en todos los continentes excepto en la Antártida y están presentes en la mayoría de los hábitats excepto en los extremos más fríos del Ártico, las montañas extremadamente altas y los desiertos más secos. Casi todas las especies están asociadas con el agua; son esencialmente aves acuáticas que no nadan y se alimentan en las márgenes de lagos, ríos, pantanos, estanques y el mar. Se encuentran predominantemente en áreas de tierras bajas, aunque algunas especies viven en áreas alpinas y la mayoría de las especies se encuentran en los trópicos.
Las garzas son una familia muy móvil, y la mayoría de las especies son al menos parcialmente migratorias; por ejemplo, la garza real es sobre todo sedentaria en Gran Bretaña, pero sobre todo migratoria en Escandinavia. Las aves tienden particularmente a dispersarse ampliamente después de reproducirse, pero antes de la migración anual, donde la especie es colonial, buscando nuevas áreas de alimentación y reduciendo las presiones sobre las zonas de alimentación cercanas a la colonia. La migración ocurre típicamente por la noche, generalmente como individuos o en pequeños grupos.

## Comportamiento y ecología

### Dieta

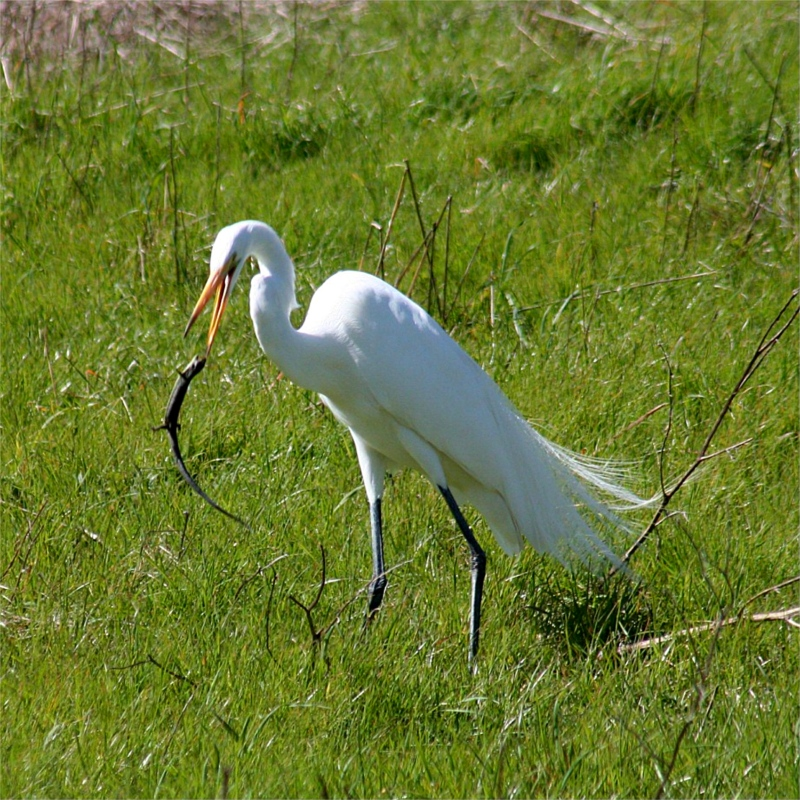
Una garceta grande que manipula a su presa, un lagarto, antes de tragarla

Las garzas y las avetoros son carnívoras. Los miembros de esta familia se asocian principalmente con humedales y agua y se alimentan de una variedad de presas vivas acuáticas. Su dieta incluye una amplia variedad de animales acuáticos, incluidos peces, reptiles, anfibios, crustáceos, moluscos e insectos acuáticos. Las especies individuales pueden ser generalistas o especializarse en ciertos tipos de presas, como el martinete coronado, que se especializa en crustáceos, particularmente cangrejos. Muchas especies también capturan de manera oportunista presas más grandes, incluidas aves y huevos de aves, roedores y, más raramente, carroña. Aún más raramente, se ha informado de garzas que comen bellotas, guisantes y granos, pero la mayor parte de la materia vegetal consumida es accidental.

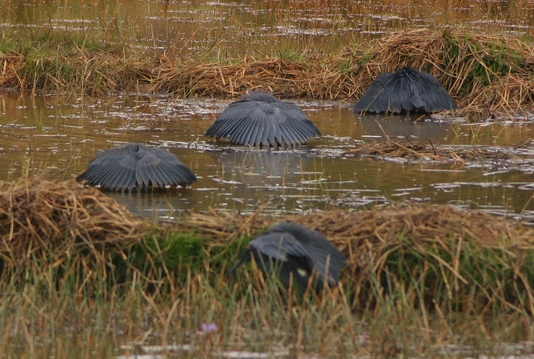
La garceta negra sostiene las alas para formar un dosel similar a un paraguas bajo el cual cazar

La técnica de caza más común es que el ave se siente inmóvil en el borde o de pie en aguas poco profundas y espere hasta que la presa esté dentro de su alcance. Las aves pueden hacer esto desde una postura erguida, lo que les brinda un campo de visión más amplio para ver a la presa, o desde una posición agachada, que es más críptica y significa que el pico está más cerca de la presa cuando se la encuentra. Habiendo visto la presa, la cabeza se mueve de un lado a otro, para que la garza pueda calcular la posición de la presa en el agua y compensar la refracción, y luego el pico se usa para arponear a la presa.

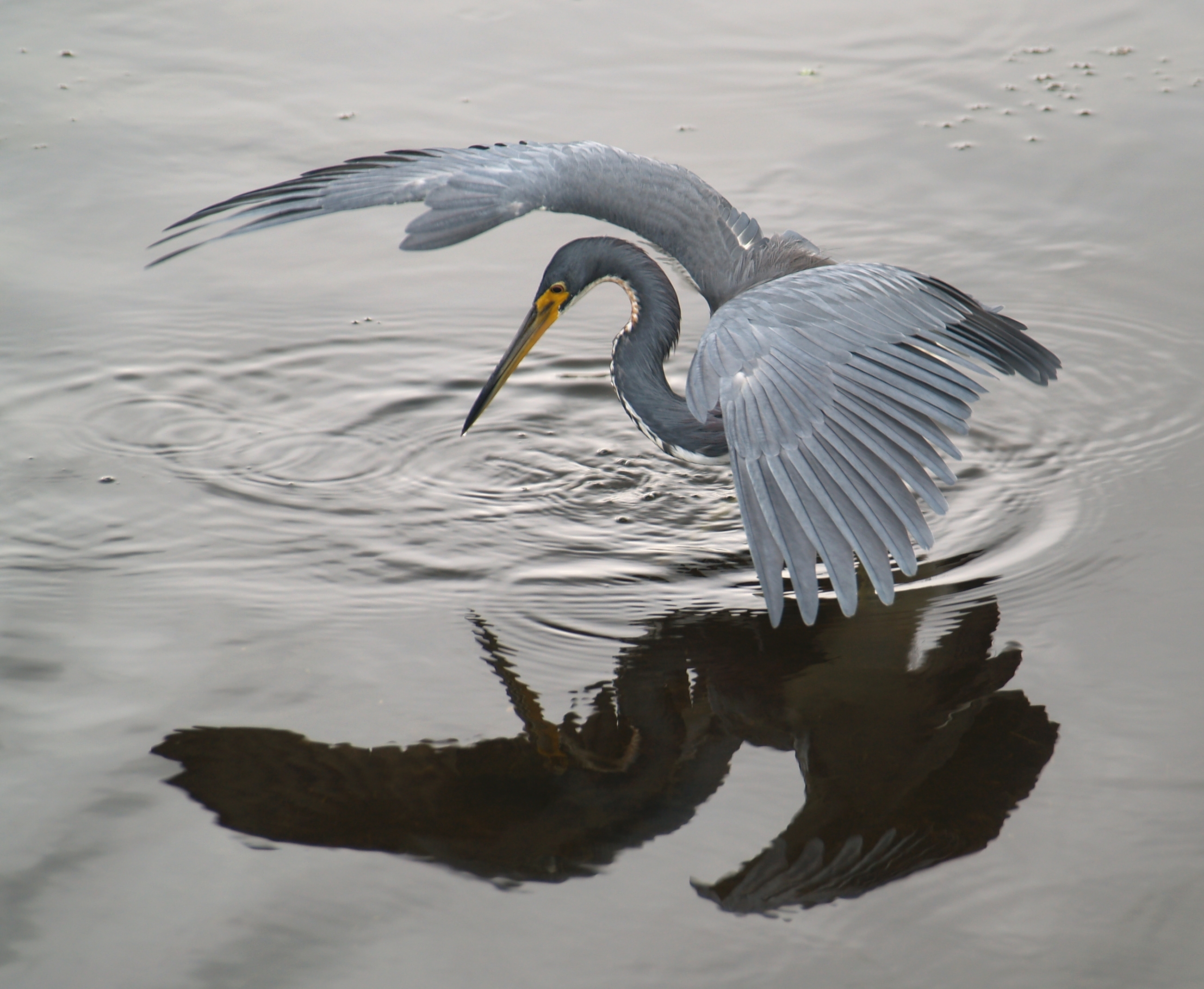
La garceta tricolor pescando, usando alas para crear sombra.

Además de sentarse y esperar, las garzas pueden alimentarse más activamente. Pueden caminar lentamente, alrededor o menos de 60 pasos por minuto, arrebatando presas cuando se observa. Otros comportamientos de alimentación activos incluyen mover y sondear los pies, donde las ´patas se usan para expulsar a las presas ocultas. Las alas pueden usarse para asustar a la presa (o posiblemente atraerla a la sombra) o para reducir el deslumbramiento; el ejemplo más extremo de esto lo exhibe la garceta negra, que forma un dosel completo con sus alas sobre su cuerpo.
En algunas especies de garzas, como la garceta común y la garza real, se ha documentado que usan cebo para atraer a la presa a una distancia sorprendente. Las garzas pueden usar elementos que ya están en su lugar o agregar activamente elementos al agua para atraer a los peces como el Fundulus diaphanus. Los artículos utilizados pueden ser hechos por el hombre, como el pan; alternativamente, las garzas estriadas en la Cuenca del Amazonas han sido observadas repetidamente dejando caer semillas, insectos, flores y hojas en el agua para atrapar peces.
Tres especies, la garza de cabeza negra, la garza silbadora y especialmente la garcilla bueyera, están menos ligadas a ambientes acuáticos y pueden alimentarse lejos del agua. Las garcillas bueyeras mejoran su éxito en la búsqueda de alimento siguiendo a los grandes animales que pastan y atrapando insectos enrojecidos por su movimiento. Un estudio encontró que la tasa de éxito de la captura de presas aumentó 3,6 veces con respecto a la búsqueda de alimento en solitario.

### Reproducción

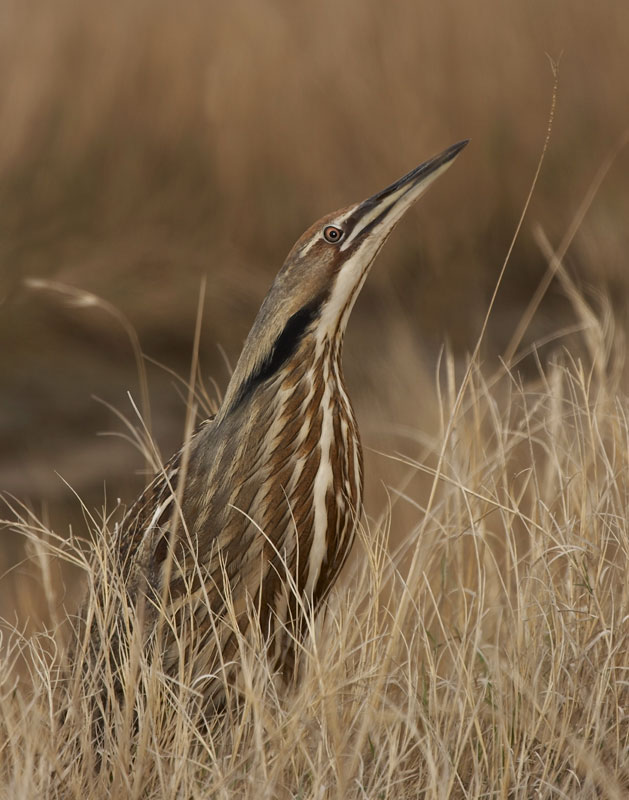
Las avetoros más grandes, como esta avetoro americana, son criadoras solitarias. Para buscar pareja, los machos usan llamadas fuertes y características, conocidas como auge.

Si bien la familia exhibe una variedad de estrategias de reproducción, en general, las garzas son monógamas y en su mayoría colonial. La mayoría de las garzas diurnas y nocturnas son coloniales, o parcialmente coloniales, según las circunstancias, mientras que los avetoros y las garzas tigre son en su mayoría anidadores solitarios. Las colonias pueden contener varias especies, así como otras especies de aves acuáticas. En un estudio de garcetas comunes y garzas bueyeras en la India, la mayoría de las colonias encuestadas contenían ambas especies. En especie de zonas templadas La puesta es por temporada; en especies tropicales, puede ser estacional (a menudo coincidiendo con la temporada de lluvias) o durante todo el año. Incluso en los reproductores de todo el año, la intensidad de anidación varía a lo largo del año. Las garzas tropicales suelen tener solo una temporada de reproducción al año, a diferencia de otras aves tropicales que pueden tener hasta tres nidadas al año.
El cortejo suele tener lugar en el nido. Los machos llegan primero y comienzan la construcción del nido, donde se exhiben para atraer a las hembras. Durante el cortejo, el macho emplea una exhibición de estiramiento y usa plumas eréctiles en el cuello; el área del cuello puede hincharse. La hembra corre el riesgo de un ataque agresivo si se acerca demasiado pronto y puede tener que esperar hasta cuatro días. En las especies coloniales, las exhibiciones involucran señales visuales, que pueden incluir la adopción de posturas o exhibiciones rituales, mientras que en las especies solitarias, las señales auditivas, como el profundo auge de los avetoros, son importantes. La excepción a esto es la garza pico de bote, que se aparea lejos del sitio de anidación. Habiéndose emparejado, continúan construyendo el nido en casi todas las especies, aunque en el avetoro pequeño y la avetoro pequeña, solo el macho trabaja en el nido.
Algunos ornitólogos han informado haber observado garzas hembras adhiriéndose a compañeros impotentes, y luego buscando gratificación sexual en otros lugares.
Los nidos de garzas generalmente se encuentran cerca o sobre el agua. Aunque los nidos de algunas especies se han encontrado en el suelo donde no hay árboles o arbustos adecuados, por lo general se colocan en la vegetación. Los árboles son utilizados por muchas especies, y aquí pueden colocarse en lo alto del suelo, mientras que las especies que viven en cañaverales pueden anidar muy cerca del suelo.
Generalmente, las garzas ponen entre tres y siete huevos. Se informan nidadas más grandes en las avetoros más pequeñas y, más raramente, en algunas de las garzas diurnas más grandes, y se informan nidadas de un solo huevo para algunas de las garzas tigre. El tamaño de puesta varía según la latitud dentro de la especie, y los individuos de climas templados ponen más huevos que los tropicales. En general, los huevos son de color azul brillante o blanco, con la excepción de las avetoros grandes, que ponen huevos de color marrón oliva.

## Taxonomía
Las ardeidas se subdividen en cuatro subfamilias y diecinueve géneros, algunos discutidos:
- Subfamilia Tigrisomatinae
  - Tigrisoma (3 especies)
  - Tigriornis (1 especie)
  - Zonerodius (1 especie)
  - Agamia (1 especie)
- Subfamilia Cochleariinae
  - Cochlearius (1 especie)
- Subfamilia Botaurinae
  - Zebrilus (1 especie)
  - Ixobrychus (9 especies vivas, 1 recientemente[¿cuándo?] extinta)
  - Botaurus (4 especies)
- Subfamilia Ardeinae
  - Gorsachius (4 especies)
  - Nycticorax (2 especies vivas, 5 recientemente extintas)
  - Nyctanassa (1 especie)
  - Butorides (3 especies; a veces incluido en Ardea)
  - Ardeola (6 especies)
  - Bubulcus (1 o 2 especies; a veces incluido en Ardea)
  - Ardea (11 a 17 especies)
  - Pilherodius (1 especie)
  - Syrigma (1 especie)
  - Egretta (12 o 13 especies, según autores)

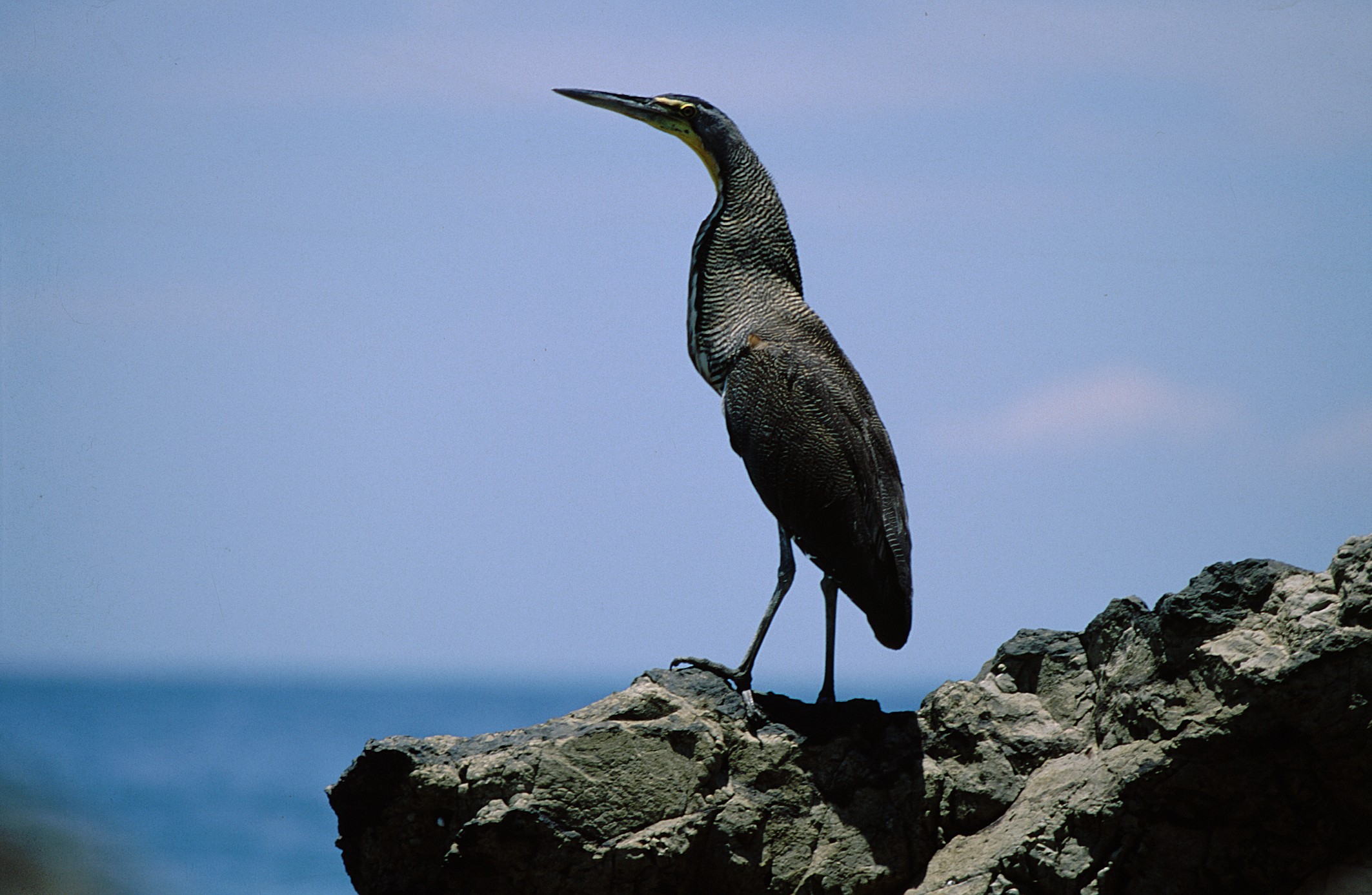
Hocó cuellinudo (Tigrisoma mexicanum)
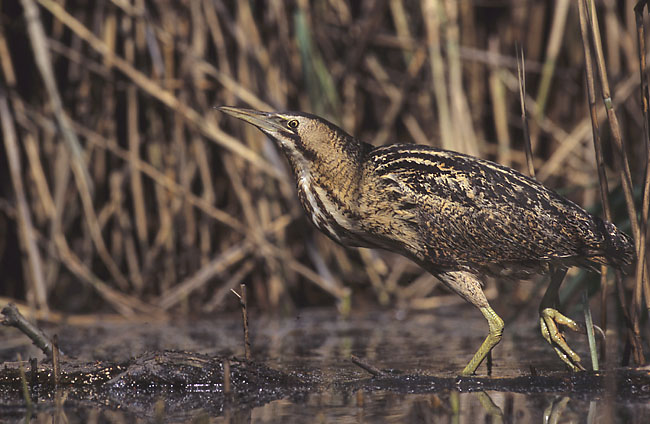
Avetoro común (Botaurus stellaris)
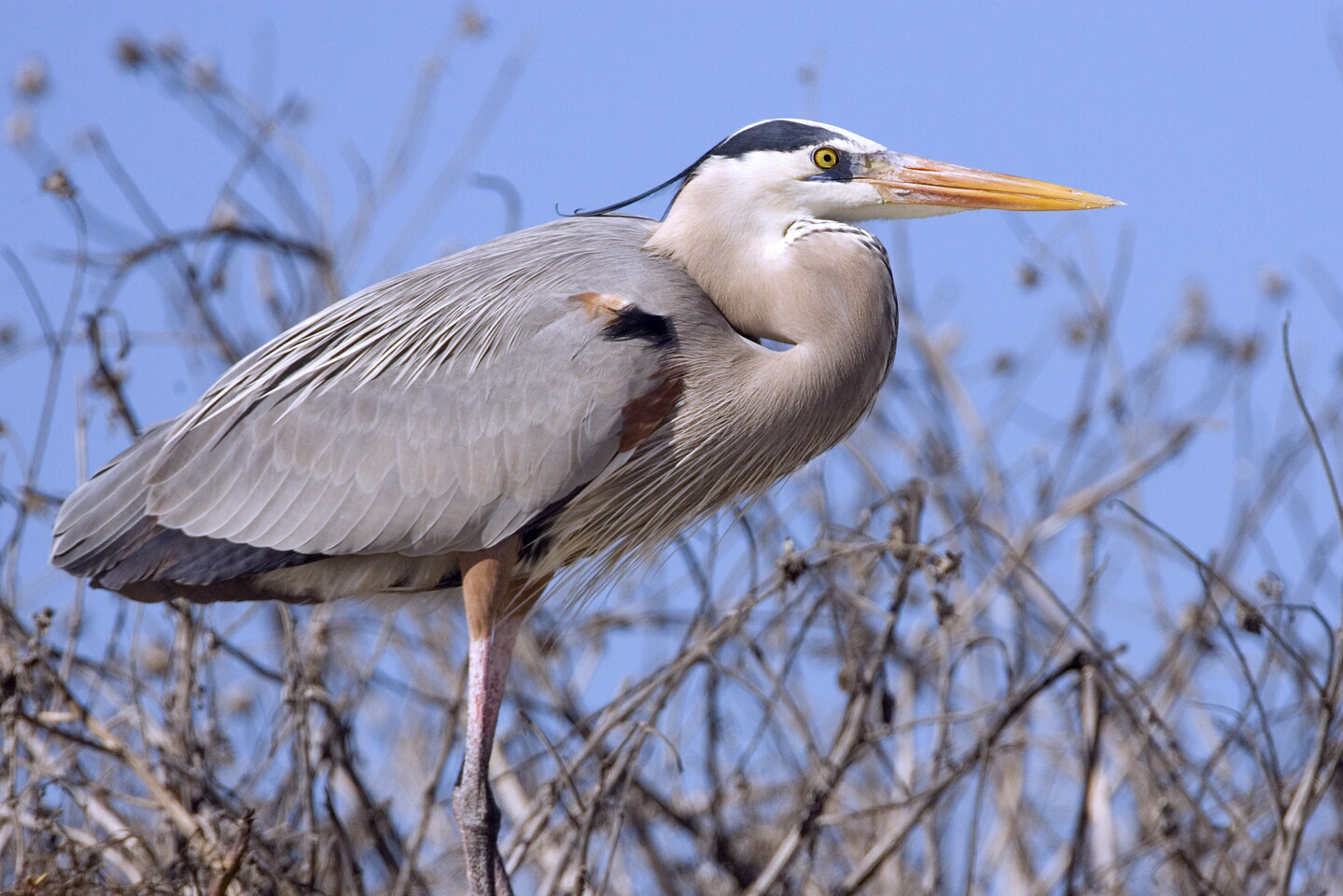
Garza ceniza (Ardea herodias)